# Parentesco
Parentesco é a relação familiar de um grupo de pessoas que pode ser estabelecida através de antepassados em comum ou de relações sociais, como o casamento ou adoção.
O parentesco estabelecido mediante ancestralidade é chamado parentesco consanguíneo (ou parentesco natural), enquanto que o estabelecido por relações sociais é chamado de parentesco por afinidade (ou parentesco civil).

## Graus de parentesco

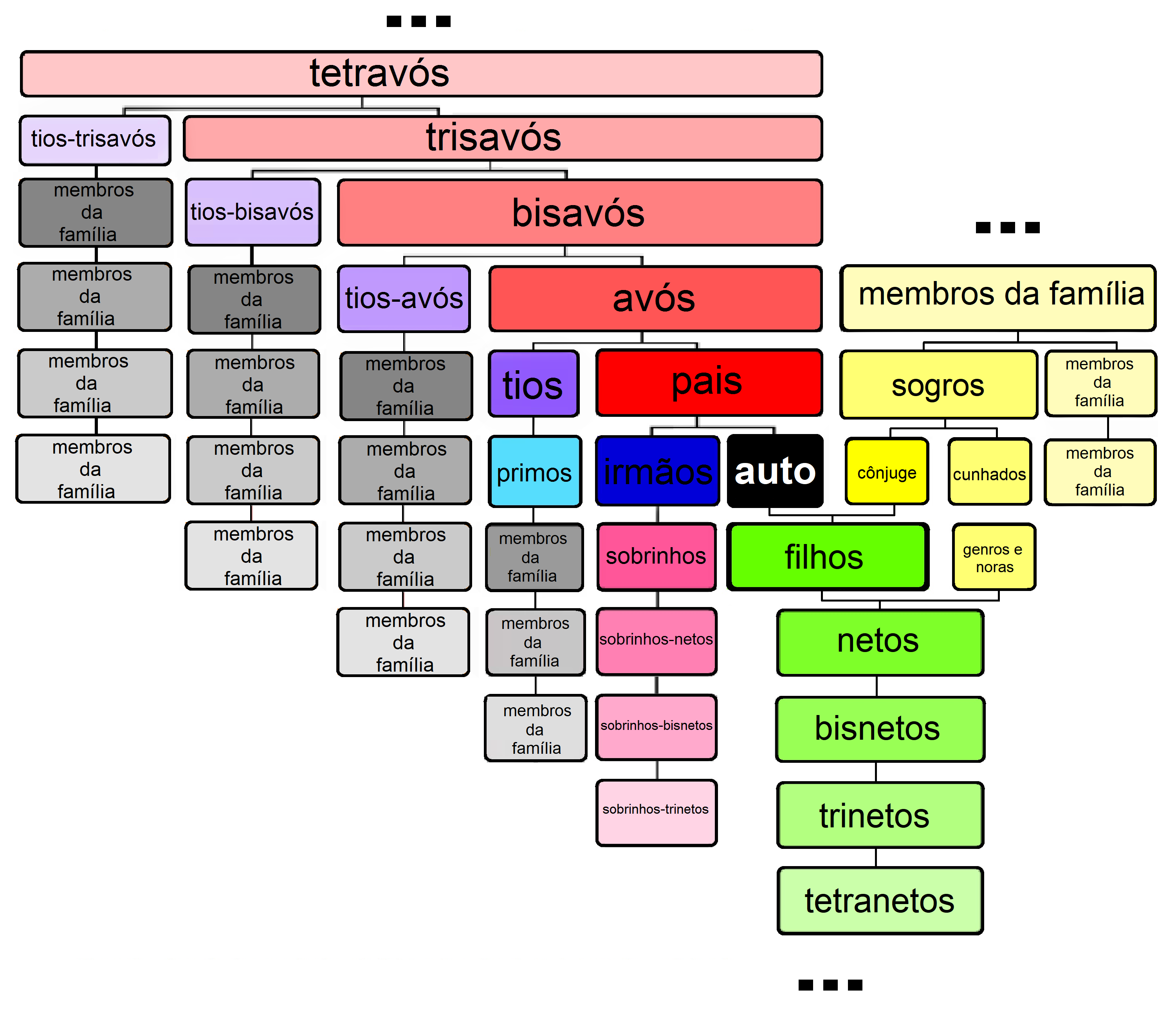
Relações de parentesco em português. Os sistemas terminológicos de parentesco podem ser completamente diferentes de uma sociedade a outra. Dentro dessa classificação antropológica, o sistema lusófono corresponde ao sistema esquimal de parentesco. Para familiares sem designação específica, é válido chamá-los de membros da família, apesar do termo ser utilizado para qualquer pessoa da família.

Grau de parentesco é a medida da distância da relação familiar entre pessoas, que é dividido em duas categorias:
- Parentesco em linha reta: quando as pessoas têm uma relação de ascendência (ex: pais, avós, bisavós, trisavós, tetravós e demais ascendentes) ou descendência (ex: filhos, netos, bisnetos, trinetos, tetranetos e demais descendentes)[2].
- Parentesco em linha colateral (ou transversal): quando as pessoas compartilham um ancestral comum mas que não têm uma relação de ascendência ou descendência (ex: irmãos, tios, primos, tios-avós, sobrinhos-netos, tios-bisavós[3][4], sobrinhos-bisnetos[5], tios-trisavós[6], sobrinhos-trinetos[7] e demais parentes colaterais)[2].

As definições e interpretações pessoais de parentesco podem variar das interpretações legais. Legalmente, o grau de parentesco é geralmente definido pelo código civil de cada país mas, fora da esfera legal, a questão de consideração de parentesco varia de acordo com a percepção individual de cada pessoa.
De maneira geral, a falta de uma definição autoritária sobre a terminologia de parentesco na língua Portuguesa e mesmo as diferenças entre termos utilizados nas diferentes nações lusófonas é causa de alguma confusão e dá origem a uma variedade de termos que nem sempre possuem o mesmo significado, dependendo do autor ou área de uso (genealogia, direito civil, etc.).
Segundo estudo recentes, parentes colaterais distantes teriam uma taxa de fertilidade maior do que pessoas não consanguíneas.

### No Brasil
O Código Civil brasileiro conta cada grau a partir do número de intermediários entre o ancestral em comum. O parentesco em linha colateral só é considerado pelo Código Civil até o quarto grau, sendo importante para vínculos matrioniais e fins eleitorais.
O Código Civil não faz distinção entre pessoas com um ou dois parentes em comum, como é o caso para irmãos que compartilham o mesmo pai tendo mães diferentes ou a mesma mãe tendo pais (do gênero masculino) diferentes. Popularmente, parentes que compartilham apenas um parente são chamados pela sua designação comum mais o prefixo meio(a)- (ex: meios-irmãos).

#### Parentes sem designação especial
Popularmente, parentes colaterais sem designação especial são chamados de primos (apesar de primos serem apenas os filhos dos tios) e é utilizada uma contagem de graus diferente da estabelecida pelo Código Civil:
Pelo Código Civil, primos são parentes de 4º grau, pois são descendentes de parentes de 3º grau (que no caso são os tios), mas os descendentes dos primos, os descendentes dos tios-avós, os descendentes dos tios-bisavós e os descendentes dos irmãos dos demais ancestrais não são considerados parentes pela lei, pois são parentes colaterais de 5º grau ou maior. E a lei só considera parentes colaterais até o 4º grau. Sem ser pela lei, os descendentes dos primos, os descendentes dos tios-avós, os descendentes dos tios-bisavós e os descendentes dos irmãos dos demais ancestrais são parentes sim, só que não possui uma designação específica para eles, como citado na tabela de parentescos, podem ser chamados de membros da família.

### Em Portugal
Na lei portuguesa, medem-se os graus de parentesco contando-se um grau por indivíduo entre as duas pessoas a relacionar, passando pelo tronco comum e descontado o próprio. Assim, entre um determinado indivíduo e os filhos de seus primos, há quatro graus de parentesco consanguíneo, porque conta-se os pais, os avós, os tios e os primos do indivíduo em causa.

#### Parentes sem designação especial
Paralelamente, existem os grau canónicos de parentesco, que são diferentes. Aqui, conta-se um grau por geração, a partir do tronco comum. Assim, os irmãos são parentes do 1º grau de consanguinidade, os primos do 2º grau, os netos dos tios-avós do 3º grau e assim sucessivamente. No caso de haver diferença de geração, diz-se que são parentes dentro do grau sênior. Assim, por exemplo, tios e sobrinhos são parentes dentro do 1º grau.

## Parentesco por afinidade
A forma como o parentesco por afinidade é determinado varia entre os países.

### No Brasil
No casamento, os sogros, os enteados e os cunhados se tornam parentes por afinidade. Legalmente, o parentesco em linha reta não é desfeito com o fim do casamento, seja por dissolução ou por falecimento. Desta forma, a pessoa permanecerá tendo os sogros e os enteados como parentes, tornando impossível o casamento com os pais do ex-cônjuge ou com os filhos do ex-cônjuge.
Para efeitos legais, os cônjuges dos irmãos do cônjuge são os concunhados.

### Em Portugal
No casamento, todos os parentes do cônjuge se tornam parentes por afinidade. Legalmente, esse parentesco não é desfeito com o fim do casamento em caso de falecimento.

## Termos de parentesco

### Parentes consanguíneos
- Primeiro grau: pai, mãe, filho e filha.
- Segundo grau: irmão, irmã, avô, avó, neto e neta.
- Terceiro grau: tio, tia, sobrinho, sobrinha, bisavô, bisavó, bisneto e bisneta.
- Quarto grau: primo, prima, tio-avô, tia-avó, sobrinho-neto, sobrinha-neta, trisavô, trisavó, trineto e trineta.
- E assim sucessivamente.

### Parentes por afinidade
- Primeiro grau: sogro, sogra, genro, nora, padrasto, madrasta, enteado e enteada.
- Segundo grau: cunhado e cunhada, entre outros.
- E assim sucessivamente.

### Parentes por adoção
- Primeiro grau: Adotante[20], perfilhada[21] e perfilhado.[22]

Popularmente, utiliza-se os termos de parentes consanguíneos para relações de adoção.